# Estadio Baltika
El Estadio Baltika (en ruso: Балтика стадион) es un estadio de usos múltiples en Kaliningrado, Rusia, sede del equipo FC Baltika Kaliningrado. La capacidad del estadio es de 14 660, lo que lo convierte en un estadio de tamaño medio en la Primera División de Rusia.
El estadio estaba originalmente dentro de Königsberg, Alemania (Baltika-Stadion). En 1892 el filántropo Walter Simon concedió 6,83 hectáreas en el Mittelhufen para la construcción de un campo de atletismo. Nombrado Walter- Simon- Platz en su honor, el estadio recibió al Königsberger STV en el siglo XX. El monumento Yorck se construyó cerca de él en 1913. Debido a que Simon era judío, el partido nazi cambió el nombre del estadio a Erich-Koch-Platz por Erich Koch en 1933. La ciudad se convirtió en parte de Rusia después de la Segunda Guerra Mundial. Las columnas del pórtico de la Iglesia Nueva Altstadt están incluidas en la entrada del Estadio Baltika.